# Clara Katharina Pollaczek

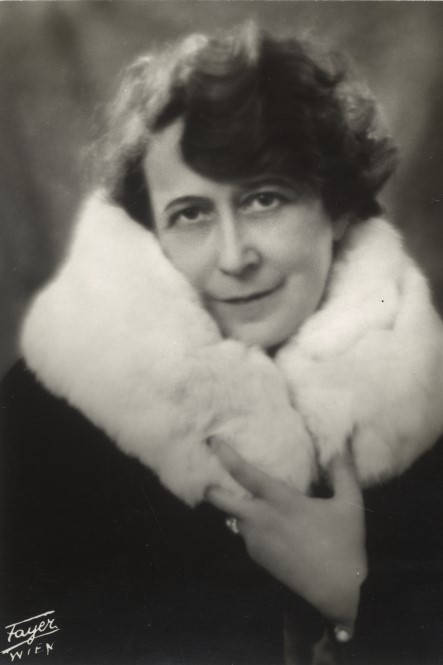
Clara Katharina Pollaczek (um 1920)

Clara Katharina Pollaczek (geboren als Clara Loeb am 15. Januar 1875 in Wien; gestorben am 22. Juli 1951 im Wiener Gemeindebezirk Döbling) war eine österreichische Schriftstellerin von Unterhaltungsliteratur, Theaterstücken und Lyrik. In der Literaturgeschichte ist sie vor allem als letzte Lebensgefährtin Arthur Schnitzlers bekannt. Nach seinem Tod arbeitete Pollaczek auf der Grundlage ihrer Tagebücher, die sie von 1924 bis 1931 geführt hatte, und der Korrespondenz mit Schnitzler den Lebensabschnitt mit ihm auf. Ihr 990 Seiten umfassendes Typoskript stellte sie unter den Titel Arthur Schnitzler und ich. Forschung zum Werk der Schriftstellerin, die sie aus dem „Schatten Schnitzlers“ heraustreten lässt, steht bislang aus.

## Leben und Werk

### Biografie
Clara Loeb wuchs mit zwei Brüdern, Alfred und Otto, und einer Schwester, Anna, in einer großbürgerlichen, säkularen jüdischen Familie in Wien auf. Ihr Großvater war als Textilfabrikant, der die Armee der Habsburger während der napoleonischen Kriege mit Kleidung ausgestattet hatte, zu Wohlstand gekommen. Ihr Vater Louis war Bankier. Ihr Onkel war Theodor Ritter von Taussig. Als Tochter aus gutem Hause erhielt Clara Privatunterricht und verbrachte mit ihrer Familie die Ferien oft in Bad Ischl.
Hochgebildet und künstlerisch begabt begann sie mit 19 Jahren gegen den Willen ihrer Eltern unter männlichen Pseudonymen Unterhaltungsliteratur zu schreiben. Im April 1897 erschien in der Literaturzeitschrift Neue Deutsche Rundschau Claras Szenenfolge Mimi. Schattenbilder aus einem Mädchenleben unter dem Pseudonym „Bob“ mit einem Prolog von Hugo von Hofmannsthal. Mimi gilt als weibliches Gegenstück zu Arthur Schnitzlers Anatol und wurde der größte Erfolg ihres literarischen Schaffens. Im Mittelpunkt steht ein schüchternes Mädchen, das sich zu einer selbstbewussten jungen Frau entwickelt, die ihr Leben genießen möchte und kritisiert, dass ihre Eltern für sie einen Ehemann aussuchen. In einer Folge erlebt die Protagonistin eine „amouröse Plänkelei mit einem Schriftsteller auf einem Ruderboot am nächtlichen Millstätter See“. Die Eltern Loeb erfuhren durch einen anonymen Brief, dass sich hinter dem Pseudonym ihre Tochter verbarg. Hofmannsthal musste beim S. Fischer Verlag den geplanten Buchdruck verhindern. Die Schnitzler-Biografin Renate Wagner vermutet, dass die Eltern auf eine baldige Eheschließung Claras mit Otto Pollaczek drängten, dem Erben der größten Rohlederhandlung der Monarchie, um die skandalträchtige Laufbahn ihrer Tochter als Schriftstellerin zu unterbinden und zugleich für eine standesgemäße Verbindung zu sorgen.
Clara Loeb beugte sich dem Wunsch ihrer Eltern, gab die Schriftstellerei auf und verlobte sich Anfang 1898 mit dem in Prag geborenen Otto Pollaczek, einem Sohn des Kommerzialrates Wilhelm Pollaczek. Die Heirat fand am 10. Mai 1898 in der Synagoge Seitenstettengasse statt. Clara kommentierte die Eheschließung in ihrem Tagebuch: „Da ich aber durchaus heiraten wollte, gewöhnte ich mich langsam an O.P. der schließlich jung war und einen unleugbaren Charm hatte, trotz seiner großen Ungezogenheiten.“ 1899 wurde ihr erster Sohn, Hermann Erich, geboren, 1902 der zweite, Karl Friedrich. Die Familie wohnte in einem eigenen Haus in der Blumauergasse im 2. Wiener Gemeindebezirk. Claras Sohn Karl berichtete in seinen 1982 erschienenen Memoiren, dass die Ehe nicht glücklich gewesen sei. Otto Pollaczek betrog seine Frau schon bald nach ihrer Heirat. Während ihrer zweiten Schwangerschaft machte er Sommerferien, in die er seine Geliebte mitnahm. 1907 geriet sein Unternehmen in finanzielle Schwierigkeiten. Als er sich am 17. April 1908 das Leben nahm, wohnte Clara schon nicht mehr im gemeinsamen Haus. Er ließ sie ohne Einkünfte und mit wenigen Reserven zurück. Nach dem Ersten Weltkrieg verschlechterte sich ihre finanzielle Lage, da sie in Kriegsanleihen investiert hatte. Sie musste ihren Schmuck versetzen, die Familienwohnung ihrer Eltern in der Peregringasse, in die sie nach dem Tod ihrer Mutter 1918 wieder gezogen war, vermieten und schließlich 1928 verkaufen. Aus den historischen Meldeakten im Wiener Stadt- und Landesarchiv erschließen sich vier Meldeadressen zwischen 1911 und 1928. Zeitweise lebte sie in einem Hotel, später mit ihren beiden Söhnen in einer kleinen Wohnung im 18. Bezirk, wo sie bis November 1932 gemeldet war.

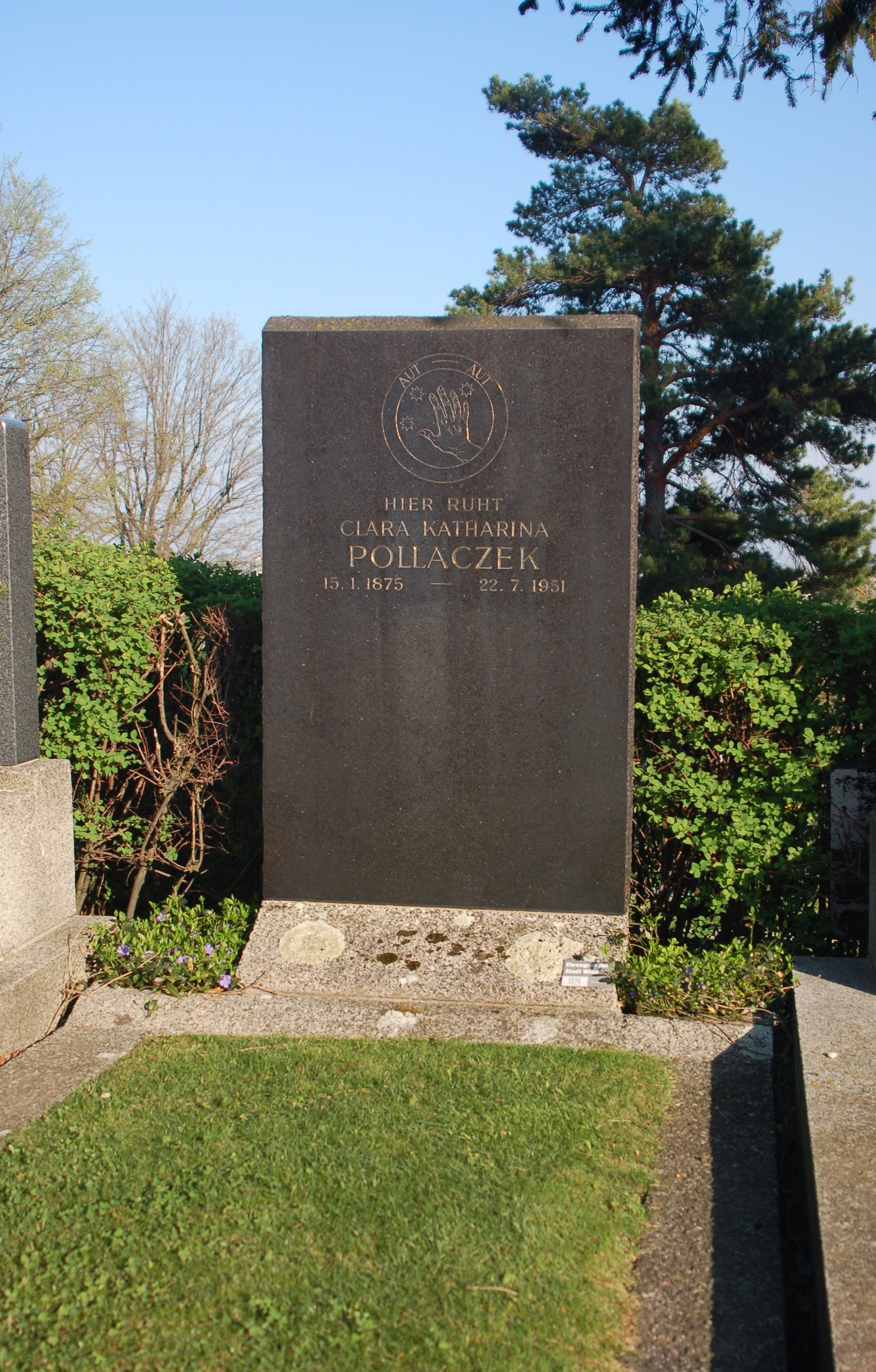
Grabstätte von Clara Katharina Pollaczek auf dem Sieveringer Friedhof

Über eine schriftstellerische Tätigkeit Pollazceks nach ihrer Heirat bis in die 1920er Jahre ist nichts überliefert. Sie begann aufgrund ihrer prekären finanziellen Lage wieder zu schreiben. In den zwanziger und dreißiger Jahren veröffentlichte sie in der angesehenen Wiener Tageszeitung Neue Freie Presse Erzählungen und Novellen, Gedichte, Dramentexte sowie mehrere umfangreiche Fortsetzungsromane, die sich beim Publikum großer Beliebtheit erfreut haben sollen. Dabei habe sie sich, so Konstanze Fliedl, in einem Grenzbereich literarischer Tätigkeit befunden. 1927 wurde ihr der „Volkstheaterpreis“ zuerkannt.
Unter dem Nationalsozialismus wurde Clara Katharina Pollaczek als Jüdin verfolgt. Ihr Überleben verdankte sie ihrem tschechoslowakischen Pass, in dessen Besitz sie durch ihre Heirat mit Otto Pollaczek gekommen war. Zwei Tage nach dem „Anschluss“ Österreichs an das nationalsozialistische Deutsche Reich konnte sie nach Prag ausreisen, wo sie eine Weile lebte. Als 1939 nach der deutschen Besetzung der Tschecho-Slowakischen Republik durch das NS-Regime das Protektorat Böhmen und Mähren errichtet wurde, war sie gerade auf Urlaub bei Freunden in der Schweiz; dort blieb sie bis Kriegsende. Verwandte unterstützten sie finanziell. In dieser Zeit konvertierte sie zum Katholizismus. 1945 zog sie zu ihrem Sohn Karl nach Gillingham. Ihr Bruder Otto arrangierte 1948 ihre Heimreise nach Wien.
An ihre schriftstellerischen Erfolge konnte sie nicht mehr anknüpfen. Alle ihre literarischen Kontaktpersonen, die sie vor 1938 gekannt hatte, waren tot oder emigriert. Ihren Lebensunterhalt bestritt sie mit Hilfe ihres Sohnes Karl und einer Schwägerin. Drei Jahre später starb sie nach längerem Leiden. In der Neuen Freien Presse vom 25. Juli 1951 findet sich eine Notiz über die „verstorbene Mitarbeiterin Pollaczek“, die als Schriftstellerin zum Kreis um Arthur Schnitzler gehörte und durch ihre frühen feuilletonistischen Essays bekannt geworden war. Am 26. Juli wurde Clara Katharina Pollaczek in einem ehrenhalber gewidmeten Grab der Stadt Wien auf dem Sieveringer Friedhof bestattet (Gruppe 30, Reihe 1, Nummer 14).
Ihren Sohn Karl Pollaczek, der als Arzt praktizierte, verhaftete die Gestapo 1938. Nach seiner Freilassung floh er am 20. Juni 1938 mit seiner Frau und Tochter in die Schweiz, von dort nach Großbritannien. Im englischen Exil nannte er sich Kary Pole. In seiner 1982 erschienenen Autobiografie Two halves of a Life schilderte er die Geschichte seiner Familie und das Leben seiner Mutter während des Zweiten Weltkriegs. Nach seinen Angaben wurde Claras Schwester Anna, die ebenfalls literarisch tätig war, im KZ Theresienstadt ermordet. Ihr Bruder Otto, ein Anwalt, überlebte in Wien: wie Kary Pole vermutete aufgrund seiner Verdienste im Ersten Weltkrieg. Der österreichische Literaturwissenschaftler Stephan Kurz hält es für wahrscheinlicher, dass ihn seine Ehe mit einer Katholikin, die sich nicht scheiden ließ, schützte. Er konnte als „Konsulent, zugelassen zur rechtlichen Beratung von Juden“ weiterarbeiten. Ihr Bruder Alfred war als Maler Mitglied im Hagenbund. 1939 hatte er nach einem Eintrag im Allgemeinen Künstlerlexikon seinen Wohnsitz in London. Er starb 1945 in einem Kloster. Clara Pollaczeks ältester Sohn Herrmann war schon 1931 über Hamburg nach Argentinien ausgewandert.

### Beziehung mit Arthur Schnitzler

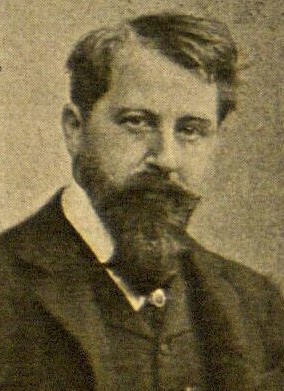
Arthur Schnitzler (um 1900)

Clara Loeb begegnete Arthur Schnitzler 1896 zu Silvester auf einer der Hauspartys ihrer Eltern, zu denen sie bedeutende Künstler und Literaten ihrer Zeit einluden. Dort lernte sie auch Hugo von Hofmannsthal kennen. In ihren und Schnitzlers Tagebüchern finden sich Hinweise auf eine Affäre mit Hofmannsthal. Beide Dichter ermunterten sie zu ihrem literarischen Schreiben. In seinem Tagebuch nannte Schnitzler sie „das liebe kleine Mädel mit großen Augen“. Bis zu Clara Loebs Heirat im Jahr 1898 korrespondierten sie miteinander. Dabei diskutierte sie mit ihm auch schriftstellerische Themen. Im Rahmen der Familie sahen sie sich häufig. Sie schrieb, dass sie Treffen arrangieren wolle, die sie als „nervöse Zusammenkünfte“ bezeichnete, doch ob es zu Begegnungen zu zweit kam, ist nicht gewiss. Ihre Eltern missbilligten ihren Umgang mit Schnitzler wie auch mit anderen Männern. Während ihrer Ehe brach ihre Korrespondenz mit Schnitzler ab.
Nach dem Tod ihres Ehemanns fühlte sich Clara Katharina Pollaczek frei, wie ihr Sohn Karl in seinen Memoiren berichtete. Sie hatte andere Männerbekanntschaften, bevor sie mit Schnitzler eine engere Beziehung einging. In Schnitzlers Tagebuch sind ein Briefwechsel, gelegentliche Begegnungen seit 1915 und ein Telefongespräch dokumentiert. Nach Schnitzlers Scheidung von Olga Gussmann 1921 trafen sie einander kontinuierlich. Sie unternahmen Theater- und Museumsbesuche, Spaziergänge in Wiener Parks, später auch Reisen, doch am häufigsten gingen sie ins Kino. In dieser Zeit galt in der Wiener Gesellschaft eine sexuelle Beziehung außerhalb der Ehe für eine Frau als Tabu. Pollaczek hielt sich nicht an diese Konvention. Sie war 48 Jahre alt, als sie mit dem 61-jährigen Schnitzler eine Liebesbeziehung begann. Von 1923 bis zu seinem Tod 1931 waren sie ein Paar. Jedoch wohnten sie nicht zusammen, und Heiratsabsichten können von beiden nicht behauptet werden. Schnitzler meinte ihr gegenüber, man könne ihrer Beziehung den Titel der Tschechow-Novelle Im Schatten des Todes geben.
Literarisches Schaffen war für Clara Pollaczek nach dem Tod ihres Ehemanns zur finanziellen Notwendigkeit geworden. Sie war in ständiger Geldnot, wollte sich aber von Schnitzler nicht unterstützen lassen. Zu Weihnachten 1924 schenkte er ihr eine Schreibmaschine. Er las nahezu alles, was sie schrieb, und sie wurde zur Kritikerin seiner Werke, deren Urteil und Vorschläge er schätzte.
Arthur Schnitzler, der an Melancholie litt, hatte zahlreiche Affären mit anderen Frauen, die er ihr gegenüber zu verheimlichen suchte, und unterhielt regen Kontakt mit seiner Ex-Ehefrau Olga und der gemeinsamen Tochter Lili. Clara Katharina Pollaczek beschwerte sich häufig, dass er sich mit ihr zu wenig in Gesellschaft zeige und sich nicht öffentlich zu ihr als seiner Geliebten bekenne. Zu Streitgesprächen kam es auch, weil sie sich zur ‚Antisemitin‘ erklärt hatte, wie Schnitzler in sein Tagebuch notierte. Konflikte prägten die Beziehung, die sich ab 1929 häuften. Bindungsangst war ein wesentliches Charakteristikum für Schnitzlers Liebesleben. Dennoch konnte sich keiner von beiden entscheiden, die Partnerschaft zu beenden. Sie notierte in ihr Tagebuch: „Er immer wieder, er will und kann mich nicht verlieren. Er will seine Freiheit, er will allein sein und dann auch wieder mit mir und ich soll irgendwo in der Welt immer irgendwo für ihn vorhanden sein und niemand bedeute ihm so viel wie ich.“
Je mehr sie sich auseinanderlebten, desto öfter gingen sie ins Kino. Die Auswahl der Filme war beliebig, von sentimentalen Rührstücken bis zu weltbekannten Klassikern. Beide protokollierten rund 500 Kinobesuche zwischen 1923 und 1931 in ihren Tagebüchern und gaben damit Auskunft, wie Kinofilme in den 1920er und 1930er Jahren rezipiert wurden, als auch zu den Begleitumständen ihrer Treffen. Aus Pollaczeks Einträgen von 1930/31 geht hervor, dass die Kinobesuche für sie nur noch Ablenkung und Zerstreuung waren. Im letzten Lebensjahr Schnitzlers entdeckten sie das Radiohören als gemeinsamen Zeitvertreib.
Am 26. August 1931 unternahm Clara Pollaczek mit Schlafmitteln einen Suizidversuch. Sie wurde von ihrem Sohn Karl, der Arzt geworden war, gerettet. In ihrem Roman Zwischen den Generationen von 1930 hatte sie die Heldin einen ähnlichen Versuch vorbereiten, diese jedoch das Glas mit dem aufgelösten Veronal nicht trinken lassen. In ihrer Brieferzählung der Tod der Gräfin Anastasia und ihrem Gedicht An den Tod setzte sie sich ebenfalls mit dem Suizidthema auseinander.
In ihrem Tagebuch hielt sie auch Schnitzlers gesundheitliche Probleme und seinen körperlichen Verfall fest. Über seinen Todestag am 21. Oktober schrieb sie: „Ich hielt seinen Kopf in meinen Händen bis zu seinem letzten Atemzug.“ Bei seiner Totenfeier im Burgtheater am 15. November 1931 hielt Clara Katharina Pollaczek die Gedenkrede in Form eines Gedichts, das sie für ihn geschrieben hatte.
Nach seinem Tod arbeitete Pollaczek auf der Grundlage ihrer Tagebücher, die sie von 1924 bis 1931 geführt hatte, und der Korrespondenz mit Schnitzler den Lebensabschnitt mit ihm auf und diktierte den Text Schnitzlers Sekretärin in den Wintermonaten 1931 und 1932. Das über 900 Seiten starke Typoskript unter dem Titel Arthur Schnitzler und ich ist seit 1949 in der Handschriftensammlung der Wienbibliothek im Rathaus zugänglich und war zur Veröffentlichung nach ihrem Tod bestimmt. Im Januar 2023 wurde das Typoskript vom Austrian Centre for Digital Humanities and Cultural Heritage erstmals vollständig veröffentlicht.

## Forschungsstand
Die früheste Veröffentlichung, die sich mit Clara Katharina Pollaczeks Typoskript Arthur Schnitzler und ich befasste, ist ein Artikel des amerikanischen Germanisten und Schnitzler-Biografen William H. Rey 1966 in Germanic Review. Er beurteilte es als wichtiges biografisches Dokument über die Altersphase des Menschen Schnitzler. Der Text müsse jedoch als „subjektiver Ausdruck einer liebenden und leidenden Frauenseele“ gelesen werden. Renate Wagner machte es zum Ausgangsmaterial ihres 1980 erschienenen Buches Frauen um Arthur Schnitzler und entwarf in dem Kapitel Der fünfte Akt Clara Katharina Pollaczek als Geliebte. Der italienische Forscher Giuseppe Farese deutete den Briefwechsel zwischen Pollaczek und Schnitzler in seiner Biografie von 1997 Arthur Schnitzler. Ein Leben in Wien 1862–1931 zur Krankengeschichte Schnitzlers um und stellte Pollaczek als krankhaft eifersüchtige Gefährtin dar, die Schnitzler in den Tod trieb.
Anlässlich des 150. Geburtstags Arthur Schnitzlers 2012 gaben Michael Rohrwasser und Stephan Kurz als Ergebnis eines 2008 an der Universität Wien begonnenen Forschungsprojekts den Band A. ist manchmal wie ein kleines Kind. Clara Katharina Pollaczek und Arthur Schnitzler gehen ins Kino heraus. Neben den auf das Kino bezogenen Notizen des Paares enthält er einen Aufsatz über Leben und Werk Clara Katharina Pollaczeks und die erste kommentierte Pollaczek-Bibliografie. Erstmals wurden Auszüge ihres Typoskripts veröffentlicht. Bis dahin war es über einen kleinen Kreis von Schnitzler-Spezialisten hinaus kaum bekannt und nur marginal wissenschaftlich erschlossen. Stephan Kurz schreibt: „Zwar wurde Pollaczeks dreibändiges Typoskript von der Forschung bereits mehrfach «entdeckt», dennoch verschwindet dessen Autorin in den Darstellungen, die sie erwähnen, fast vollständig.“

## Werke (Auswahl)
Memoiren
- Arthur Schnitzler und ich. Digitale Ausgabe. Hrsg.: Martin Anton Müller, Laura Untner, Michael Mangel und Peter Andorfer, Austrian Centre for Digital Humanities and Cultural Heritage, Wien 2023 (Online)

Sofern nicht anders angegeben, wurden die erzählenden und dramatischen Werke sowie einzelne Gedichte in der Tageszeitung Neue Freie Presse, Wien, veröffentlicht.
Theaterstücke
- Mimi. Schattenbilder aus einem Mädchenleben, Szenenfolge mit einem Prolog von Hugo von Hofmannsthal. In: Neue Deutsche Rundschau, 1. April 1897, S. 396–413. Wieder abgedruckt in: Hansjörg Graf (Hrsg.): Der kleine Salon. Szenen und Prosa des Wiener Fin de Siècle. Mit Illustrationen von Gustav Klimt. Henry-Goverts-Verlag, Stuttgart 1970, ISBN 3-7740-0381-5, S. 231–268.
- Redoute. Schauspiel in einem Aufzug (1926)
- Dame. Drama (1930)

Romane
- Zwischen den Generationen. 1920.
- Der Abhang. 1924.
- Kind der Liebe. In: Neues Wiener Tagblatt. 1926.
- Die Schönheit der Konstanze. 1929.
- Der Aufstieg. 1929.
- Die Tochter des Hauses. 1929.
- Zwischen den Generationen. 1930.
- Mütter. 1931.
- Zwischen den Generationen. 1933.

Novellen, Erzählungen
- Die Abschiedsfeier der Sybille Eugerth. 1924.
- Der Tod der Gräfin Anastasia. 1925.
- Der ewige Student. 1925.
- Mädchen für Alles. 1926.
- Mord. 1927.
- Die Tochter des Hauses. 1929.
- Das Fräulein von Corday d’Armont. 1931.
- Die Kette. 1932.

Gedichte
- Abend. 1926.
- Nach Sonnenuntergang. 1927.
- Wissen um den Tod. 1928.
- Im Aeroplan/Flug zu zweit. 1929.
- Erinnerungsgang (Cottage 1933)
- Sein Zimmer. 1934.
- Gedichte der Liebe. Europäischer Verlag, Wien / Leipzig 1936.

Übersetzungen
- Paul Géraldy: Du und Ich (Toi et moi). Gedichte aus dem Französischen nachgedichtet von Clara Katharina Pollaczek, Zsolnay Verlag, Wien 1927.